# 新明和町
新明和町(しんめいわちょう)は兵庫県宝塚市にある町名

## 概要
新明和町は宝塚市の南部に位置しており、元々良元村鹿塩の一部だったが1954年に川辺郡宝塚町と合併したことで宝塚市の一部となった。戦前には川西航空機の宝塚工場があったが空襲で焼けてしまった。戦後になるとそこに新明和工業の工場兼本社ができた。

## 人口と世帯数
2024年（令和6年）12月末現在の人口と世帯数は以下のとおりである。
|          | 世帯数  | 人口  | 男性  | 女性 |
| -------- | ------- | ----- | ----- | ---- |
| 新明和町 | 133世帯 | 196人 | 130人 | 66人 |

## アクセス
鉄道
鉄道駅はない
バス
バス停もない。阪急バスに新明和前停留所はあるが住所は西宮市田近野町になっている。

## 施設
- 阪神競馬場(一部)

住所は宝塚市駒の町だが、右・外回りのコースのみ新明和町に属している。
- 新明和工業[5]

町南部にある、飛行機の部品や特装車などを製造している。

## その他
- 郵便番号665-0052[7][8]